# Кейді (Вісконсин)
Кейді (англ. Cady) — місто (англ. town) в США, в окрузі Сент-Круа штату Вісконсин. Населення — 880 осіб (2020).

## Демографія
Згідно з переписом 2010 року, у місті мешкала 821 особа в 317 домогосподарствах у складі 236 родин. Було 343 помешкання
Расовий склад населення:
| - 97,2 % — білих - 1,0 % — азіатів - 0,2 % — вихідців з тихоокеанських островів - 0,2 % — чорних або афроамериканців - 0,1 % — корінних американців |

До двох чи більше рас належало 0,4 %. Частка іспаномовних становила 2,3 % від усіх жителів.
За віковим діапазоном населення розподілялося таким чином: 22,9 % — особи молодші 18 років, 64,4 % — особи у віці 18—64 років, 12,7 % — особи у віці 65 років та старші. Медіана віку мешканця становила 43,0 року. На 100 осіб жіночої статі у місті припадало 114,4 чоловіків;  на 100 жінок у віці від 18 років та старших — 111,0 чоловіків також старших 18 років.
Середній дохід на одне домашнє господарство  становив 81 915 доларів США (медіана — 76 250), а середній дохід на одну сім'ю — 87 671 долар (медіана — 82 875). Медіана доходів становила 40 156 доларів для чоловіків та 42 727 доларів для жінок. За межею бідності перебувало 10,3 % осіб, у тому числі 19,2 % дітей у віці до 18 років та 4,9 % осіб у віці 65 років та старших.
Цивільне працевлаштоване населення становило 493 особи. Основні галузі зайнятості: виробництво — 26,4 %, освіта, охорона здоров'я та соціальна допомога — 17,4 %, роздрібна торгівля — 10,1 %, науковці, спеціалісти, менеджери — 9,5 %.